# Musikåret 1959

## Händelser
- 29 januari – Siw Malmkvists låt Augustin vinner den svenska uttagningen till Eurovision Song Contest på Cirkus i Stockholm, men i den europeiska finalen blir det Brita Borg som får sjunga den[1].
- 3 februari – Buddy Holly, Ritchie Valens, J.P. "The Big Bopper" Richardson och piloten Roger Peterson omkommer i en flygkrasch.
- 11 mars – Teddy Scholtens låt Een Beetje vinner Eurovision Song Contest i Cannes för Nederländerna[2].
- 31 maj – Operan Aniara har premiär på Kungliga Teatern. Librettot är gjort av Erik Lindegren efter Harry Martinsons epos och musiken är skriven av Karl-Birger Blomdahl[3].
- 11 juni – Sveriges regering ger tillstånd till inrättande av ett musikgymnasium i Adolf Fredriks skola.
- 17 juni – Samuel Barbers opera A Hand of Bridge har urpremiär i Spoleto i Italien.
- 19 september – Evert Taube erhåller De Nios stora pris på 10 000 SEK.
- 10 november – Tonsättaren Karl-Birger Blomdahl utses till professor vid Musikhögskolan.
- okänt datum – Svenska skivbolaget Cavalcade slutar ge ut skivor.[4]
- okänt datum – MCA övertar den amerikanska delen av skivbolaget Decca.[5]

## Priser och utmärkelser
- Medaljen för tonkonstens främjande – Einar Erici och Sven E. Svensson
- Spelmannen – Karl-Birger Blomdahl

## Årets album
Vänligen sortera soloartister på efternamn, musikgrupper på förstabokstaven (utan engelskans "The" och "A")
- Alice Babs – Alice and Wonderband
- Chet Baker – Chet
- Chet Baker – Chet Baker in Milan
- Chet Baker – Chet Baker Plays the Best of Lerner & Loewe
- Chet Baker – Chet Baker with Fifty Italian Strings
- Chuck Berry – Chuck Berry Is on Top
- Dave Brubeck – Time Out
- Johnny Cash – Songs of our Soil
- Ornette Coleman – The Shape of Jazz to Come
- Ornette Coleman – Tomorrow Is the Question!
- John Coltrane – The Cats
- Miles Davis – Kind of Blue
- Ella Fitzgerald – Ella Fitzgerald Sings Sweet Songs for Swingers
- Ella Fitzgerald – Ella Fitzgerald Sings the George and Ira Gershwin Songbook
- Ella Fitzgerald – Get Happy!
- Bill Haley & His Comets – Strictly Instrumental
- Billie Holiday – Last Recording
- Tom Lehrer – An Evening Wasted with Tom Lehrer
- Charles Mingus – Mingus Ah Um
- Ricky Nelson – Ricky Sings Again
- Ricky Nelson – Songs By Ricky
- Oscar Peterson – A Jazz Portrait of Frank Sinatra
- Elvis Presley – A Date with Elvis
- Neil Sedaka – Rock with Sedaka
- Nina Simone – The Amazing Nina Simone
- Nina Simone – Nina Simone at Town Hall
- Dinah Washington – What a Diff'rence a Day Makes!
- Sarah Vaughan – Vaughan and Violins

## Årets singlar & hitlåtar
Vänligen sortera soloartister på efternamn, musikgrupper på förstabokstaven (utan engelskans "The" och "A")
- Freddy Cannon – Tallahassee Lassie
- Johnny Cash – I Got Stripes
- Freddy Cannon – Way Down Yonder In New Orleans
- The Everly Brothers – Take a Message To Mary
- The Everly Brothers – ('Til) I Kissed You
- The Flamingos – I Only Have Eyes For You
- Connie Francis – Lipstick on Your Collar
- Buddy Holly – It Doesn't Matter Anymore
- The Kingston Trio – The Tijuana Jail
- The Kingston Trio – M.T.A.
- Lars Lönndahl – Nu tändas åter ljusen i vår lilla stad
- Lars Lönndahl – Flickor bak i bilen
- Lars Lönndahl – I dina kvarter
- Lars Lönndahl – Den enda i världen
- Lars Lönndahl – Jag vande mig så småningom
- Lars Lönndahl – Kom tillbaks Bella Mia
- Lill-Babs – Är du kär i mig ännu, Klas-Göran?
- Siw Malmkvist – Flickor bak i bilen (Seven Little Girls Sitting in the Backseat)[6]
- Ricky Nelson – Never Be Anyone Else But You/It's Late
- Ricky Nelson – Just A Little Too Much/Sweeter Than You
- Elvis Presley – (Now And Then There's) A Fool Such As I / I Need Your Love Tonight
- Elvis Presley – A Big Hunk O' Love / My Wish Came Through
- Cliff Richard & The Drifters – Living Doll
- The Skyliners – Since I Don't Have You
- Gunnar Wiklund – Nu tändas åter ljusen i min lilla stad

## Årets sångböcker och psalmböcker
- Evert Taube – Och skulle det så vara[7]

## Födda
- 8 januari – Paul Hester, australisk musiker, trummis i Crowded House 1984-94.
- 12 januari – Per Gessle, svensk musiker och låtskrivare.
- 15 januari – Tommie Haglund, svensk tonsättare.
- 16 januari – Sade Adu, brittisk sångare.
- 17 januari – Susanna Hoffs, amerikansk sångare och gitarrist i gruppen The Bangles.
- 12 februari – Susanne Alfvengren, svensk sångare.
- 14 februari – Renée Fleming, amerikansk operasångare, sopran.
- 18 mars – Irene Cara, amerikansk discosångare & skådespelare.
- 21 mars – Nobuo Uematsu, japansk kompositör av TV-spelsmusik.
- 28 mars – Thomas Bjelkeborn, svensk tonsättare och musiker.
- 30 mars – Björn Tryggve Johansson, svensk tonsättare.
- 10 april – Brian Setzer, amerikansk sångare och gitarrist, frontfigur i Stray Cats.
- 12 april – Anna-Lena Brundin, svensk författare, komiker, sångare.
- 21 april – Robert Smith, brittisk musiker, sångare i The Cure.
- 27 april – Sheena Easton, brittisk popsångare och skådespelare.
- 4 maj – Randy Travis, amerikansk countryartist.
- 14 maj – Patrick Bruel, fransk musiker och skådespelare samt professionell pokerspelare.
- 16 maj – Mare Winningham, amerikansk skådespelare och sångare.
- 22 maj – Morrissey, brittisk sångare och textförfattare.
- 7 juli – Per Arvidsson Bremmers, svensk tonsättare.
- 11 juli – Suzanne Vega, amerikansk sångare.
- 5 augusti
  - Pete Burns, brittisk singer/songwriter.
  - Pat Smear, amerikansk musiker, gitarrist.
- 3 september – Cocoa Tea, jamaicansk reggaeartist.
- 9 september – Eric Serra, fransk tonsättare.
- 14 september – Morten Harket, norsk popmusiker i gruppen A-ha.
- 1 oktober – Youssou N'Dour, senegalesisk sångare.
- 16 oktober – Gary Kemp, brittisk gitarrist och låtskrivare i Spandau Ballet.
- 23 oktober – "Weird Al" Yankovic, amerikansk musiker, satiriker och tv-producent.
- 5 november – Bryan Adams, kanadensisk rocksångare, gitarrist och låtskrivare.
- 7 november – Håkan Larsson, svensk tonsättare och jazzmusiker.
- 25 november – Stefan Johnsson, svensk tonsättare, musiker och pedagog.
- 8 december – Paul Rutherford, brittisk musiker, bakgrundssångare i Frankie Goes to Hollywood.

## Avlidna
- 3 februari
  - The Big Bopper, eg. Jiles Perry Richardson, Jr., 28, amerikansk rockmusiker och låtskrivare.
  - Buddy Holly, 22, amerikansk rockmusiker och låtskrivare.
  - Richie Valens, 17, amerikansk rockmusiker och låtskrivare.
- 7 februari – Herman Asplöf, 77, svensk tonsättare och domkyrkoorganist.
- 15 mars – Lester Young, 49, amerikansk jazzmusiker (saxofon och klarinett).
- 29 mars – Sara Wennerberg-Reuter, 84, svensk organist och tonsättare.
- 17 april – Dagmar Hansen, 87, dansk varietéartist.
- 27 april – Nanny Lejdström, 84, svensk tonsättare och musiklärare.
- 6 maj – Daniel Jeisler, 81, svensk organist och tonsättare.
- 14 maj – Sidney Bechet, 62, amerikansk jazzsaxofonist.
- 23 juni – Boris Vian, 39, fransk ingenjör, författare och jazztrumpetare.
- 15 juli – Ernest Bloch, 78, amerikansk tonsättare.
- 17 juli – Billie Holiday, 44, amerikansk jazzsångare.
- 28 augusti – Bohuslav Martinů, 68, tjeckisk tonsättare.
- 28 september – Alvar Kraft, 58, svensk kompositör, arrangör av filmmusik.
- 7 oktober – Mario Lanza, 38, amerikansk skådespelare och operasångare (tenor).
- 17 november – Heitor Villa-Lobos, 72, brasiliansk tonsättare.

### Fotnoter
1. ↑  Poplight – Melodifestivalen.
2. ↑  Poplight – Eurovision Song Contest.
3. ↑  Hundra år i Sverige – 1956, Hans Dahlberg, Albert Bonniers, 1999
4. ↑  ”78:or & film”. http://78-varv.atspace.cc/cavalcad.htm. Läst 3 juni 2011.
5. ↑  ”78:or & film”. http://78-varv.atspace.cc/decca.htm. Läst 3 juni 2011.
6. ↑  ”Joakim Tegblom – Låtar du trodde var svenska”. Arkiverad från originalet den 26 oktober 2013. https://web.archive.org/web/20131026075436/http://gotiskaklubben.wordpress.com/2013/09/22/latar-du-trodde-var-svenska/. Läst 1 augusti 2014.
7. ↑  ”Evert Taubes visböcker med innehåll”. http://www.abc.se/~m8169/taube/taubevis.html. Läst 23 mars 2011.